# Karina Lorentzen Dehnhardt
Karina Lorentzen Dehnhardt, née le 26 octobre 1973 à Kolding (Danemark), est une femme politique danoise, membre du Parti populaire socialiste.

## Biographie
Karina Lorentzen Dehnhardt est engagée au sein Parti populaire socialiste, et est élue députée au Folketing sous cette étiquette lors des élections législatives de novembre 2007. Elle devient à partir de 2008 la porte-parole de son groupe parlementaire pour les questions judiciaires.
Elle est réélue pour un second mandat lors des élections législatives de septembre 2011. En 2012, elle prend la présidence de la commission judiciaire du Folketing. En janvier 2014, elle devient présidente du groupe parlementaire de son parti, succédant à Anne Baastrup pendant son congé maladie, mais démissionne de ce rôle seulement quelques jours plus tard, au moment de la crise interne traversée par le parti lors de son retrait de la coalition gouvernementale dirigée par la sociale-démocrate Helle Thorning-Schmidt,.
Elle est candidate à sa réélection lors des élections législatives de juin 2015, mais ne parvient pas à remporter de troisième mandat, alors que son parti perd plus de la moitié de ses sièges lors du scrutin. Après sa défaite, elle devient conseillère média pour la commune d'Odense puis, en 2016, consultante en communication. Elle suit en parallèle un master en communnication professionnelle à l'université de Roskilde.
Elle est tête de liste pour son parti aux élections municipales de novembre 2017 à Kolding, et devient conseillère municipale.
Elle fait son retour au Folketing lors des élections législatives de juin 2019. Elle retrouve alors son ancien rôle de porte-parole pour les questions judiciaires, et prend également la présidence de la commission parlementaire sur les territoires ruraux et insulaires.
En janvier 2022, elle devient présidente de son groupe parlementaire, succédant à Jacob Mark, en congé maladie depuis plusieurs semaines.
Elle remporte un nouveau mandat lors des élections législatives de novembre 2022. Elle conserve après le scrutin ses rôles de présidente de groupe et de porte-parole pour les questions judiciaires.
En août 2024, elle annonce quitter la présidence du groupe du Parti populaire socialiste.